# كابتن تسوباسا 3: كوتاي نو شوسين
كابتن تسوباسا 3: كوتاي نو شوسين (باليابانية: キャプテン翼III —皇帝の挑戦—)، هي لعبة فيديو يابانية من نوع لعبة المحاكاة لكرة القدم، وهي من تطوير ونشر شركة تيكمو، صدرت اللعبة في الأسواق عام 1992.